# Indrek Saar

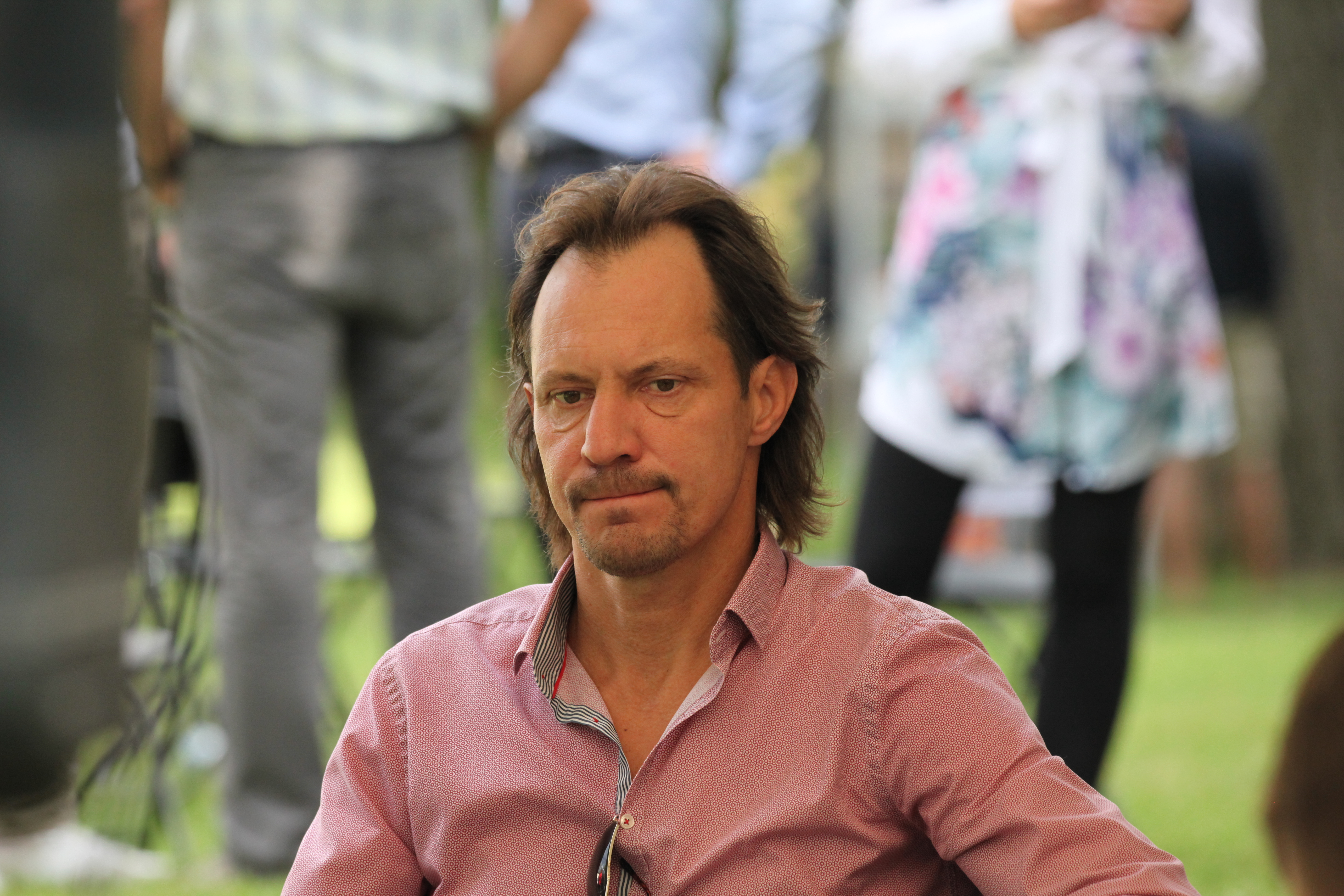
Indrek Saar (2021)

Indrek Saar, född 20 februari 1973 i Kuressaare på Ösel, är en estnisk skådespelare och socialdemokratisk politiker som från 9 juni 2019 till 5 februari 2022 var partiordförande för Socialdemokratiska partiet i Estland. Från april 2015 till april 2019 var han Estlands kulturminister, först i Taavi Rõivas regering 2015–2016 och från 23 november 2016 även i regeringen Ratas.

## Biografi
Saar är född på Ösel som son till juristen och politikern Jüri Saar, som 2003–2007 var ledamot av Riigikogu. 1991 tog Indrek Saar gymnasieexamen i Kuressaare och studerade därefter vid Estlands musik- och teaterakademi i Tallinn. 1996–2005 var han chef för teatern i Rakvere och tillhörde styrelsen för nationalscenen Estoniateatern i Tallinn.
Han gick med i socialdemokraterna 1998 och verkade som kommunpolitiker för partiet. 2007–2015 representerade han partiet i Riigikogu och var från 2009 vice partiordförande. I april 2015 utsågs han till kulturminister i Taavi Rõivas andra koalitionsregering och behöll posten även efter regeringsskiftet i november 2016.

## Familj och privatliv
Saar är gift med skådespelerskan Ülle Lichtfeldt (född 1970). Paret har två gemensamma barn.